# Бадран, Павел Терентьевич
Па́вел Тере́нтьевич Бадран (8 июля 1926, хутор Могукоровка, Поповичевский район, Кубанский округ Северо-Кавказский край, СССР — 30 августа 2007, Краснодар, Краснодарский край, Россия) — первый секретарь Красноармейского райкома КПСС, Герой Социалистического Труда (1973).

## Биография
Родился 8 июля 1926 года в хуторе Могукоровка Поповичевского района Кубанского округа Северо-Кавказского края (ныне Калининского района Краснодарского края) в крестьянской семье. По национальности русский.
До начала Великой Отечественной войны окончил 7 классов, в апреле 1943 года ушёл на фронт. После демобилизации в августе 1945 года поступил в Лабинский сельскохозяйственный техникум, который окончил в 1945 году по специальности «агроном-полевод». Устроился по профессии старшим агрономом в колхоз имени Крупской, затем — главным агрономом в колхозе имени Энгельса в Брюховецком районе.
В 1951 году приступил к работе в должности агронома-семеновода и агронома-энтомолога в совхозе «Кубанец» Тимашёвского района, в 1953 года — главным агрономом совхоза «Большевик» Тихорецкого района.
В 1955 году заочно окончил Кубанский сельскохозяйственный институт по специальности «учёный агроном».
В 1957 году трудоустроился главным агрономом, затем стал директором семеноводческого совхоза «Лабинский» Лабинского района.
В январе 1960 года был избран председателем Лабинского районного Совета депутатов трудящихся, а в августе 1961 года — первым секретарем Полтавского райкома КПСС.
В августе 1964 года назначен начальником Лабинского территориального управления сельского хозяйства, обслуживавшего 4 района. По итогам работы в 7-й семилетке (1959—1965) награждён орденом Ленина.
В январе 1967 года назначен первым секретарём Красноармейского райкома КПСС.
Указом Президиума Верховного Совета СССР от 7 декабря 1973 года «за большие успехи, достигнутые во Всесоюзном социалистическом соревновании, и проявленную трудовую доблесть в выполнении принятых обязательств по увеличению производства и продажи государству зерна и других продуктов земледелия в 1973 году» удостоен звания Героя Социалистического Труда с вручением ордена Ленина и золотой медали «Серп и Молот».
В апреле 1976 года назначен заместителем начальника главка «Главкубаньрисстрой» в Краснодаре. В июне 1981 года становится директором основанного им Северо-Кавказского филиала Всесоюзного научно-исследовательского института агрохимии и почвоведения в Краснодаре, и остаётся в должности до ухода заслуженный отдых в августе 1987 года.
Жил в Краснодаре, где умер 30 августа 2007 года, похоронен на Славянском кладбище.
Многократный участник Выставки достижений народного хозяйства (ВДНХ) СССР, награждался медалями и дипломами. Избирался депутатом Краснодарского краевого Совета депутатов трудящихся и членом крайкома КПСС. Почётный гражданин Красноармейского района (22 июня 2006). Заслуженный работник сельского хозяйства Кубани (9 января 1996).
Награждён 2 орденами Ленина (23 июня 1966, 7 декабря 1973), орденом Октябрьской Революции (8 апреля 1971), медалями, а также медалями ВДНХ СССР.